# Manuel Morello
Manuel Ignacio Morello (Santa Fe Capital, Provincia de Santa Fe, Argentina, 20 de octubre de 1994) es un futbolista argentino. Juega como defensor. Actualmente milita en el Birkirkarade la Liga Premier de Malta

## Clubes
| Club                           | País      | Año               |
| ------------------------------ | --------- | ----------------- |
| Unión de Sunchales             | Argentina | 2014 - 2016       |
| Juventud Unida de Gualeguaychú | Argentina | 2016 - 2017       |
| Juventud Unida de San Luis     | Argentina | 2017 - 2018       |
| Chaco For Ever                 | Argentina | 2018 - 2019       |
| Aurora                         | Bolivia   | 2019 - 2021       |
| Central Norte (Salta)          | Argentina | 2022              |
| FC Van                         | Armenia   | 2023 - Actualidad |

## Palmarés

### Títulos
| Título        | Club               | País      | Año  |
| ------------- | ------------------ | --------- | ---- |
| Copa Santa Fe | Unión de Sunchales | Argentina | 2016 |